# Kum III
Kum III (eng. The Godfather Part III) je treći i konačni film iz trilogije Kum koju su zajednički napisali Mario Puzo i redatelj Francis Ford Coppola. Film zaokružuje priču o Michaelu Corleoneu (Al Pacino), glavi mafijaške obitelji Corleone, koji nastoji legalizirati svoje kriminalno carstvo. Treći dio sage o obitelji Corleone dotiče se stvarnih povijesnih događaja - misteriozne smrti  pape  Ivana Pavla I. i vatikanskog bankarskog skandala iz 1981. i 1982. - koji su dovedeni u vezu s obitelji Corleone.

## Radnja
Film počinje 1979. godine. Posjed Corleonovih na jezeru Tahoe je napušten, a Michael se vratio u New York gdje pokušava stvoriti ugled za obitelj Corleone. Piše pismo svojoj djeci, i moli ih da dođu na ceremoniju, te da pokušaju nagovoriti svoju majku Kay da dođe s njima. Michael je osnovao Zakladu Don Vito Corleone, za što je nagrađen ordenom Reda Sv. Sebastijana.
Nakon ceremonije, upriličena je proslava na kojoj Michaelov sin Anthony priopćava ocu kako odustaje od studija prava i namjerava se posvetiti karijeri opernog pjevača, u čemu ga podržava majka Kay.
Na proslavi se pojavljuje i Vincent Mancini, Sonnyjev nezakoniti sin. Vincent se posvađao s Joeyjem Zasom, njujorškim mafijašem i upraviteljem područja koje nadzire obitelj Corleone. Vincent prigovara Zasi da u tom području vlada bezakonje. Svađa pred Michaelom postaje nasilna te Vincent odgrize Zasi komadić uha. Nakon neuspješnog pokušaja pomirenja, Vincent upita Michaela bi li mogao raditi za njega, na što Michael odgovara potvrdno i uzima nećaka pod svoje, ali na neko određeno vrijeme. Iste noći, dvojica muškaraca upadaju u Vincentov stan. Ovaj ubija jednoga, a drugoga tako uplaši da je morao odati da ih je poslao Zasa. Vincent ipak ubija i drugog provalnika.
Michael pokušava kupiti Vatikanov udio u međunarodnom holdingu za nekretnine, Immobiliare, koji je pod kontrolom Vatikana. Nadbiskup Gilday, upravitelj Vatikanske banke, dogovara s njim cijenu od 600 milijuna dolara. Gilday je doveo Svetu Stolicu u ozbiljne dugove zbog svojih krivih poteza i korupcije. S druge strane, Michael uviđa da posao neće biti tako lako ratificiran jer se neke osobe u Vatikanu protive poslu.
Don Altobello, stariji njujorški mafijaš, kaže Michaelu da njegovi stari partneri iz New Yorka žele udio u poslu s Immobiliareom. Sastanak je upriličen u Atlantic Cityju. Michael na sastanku velikodušno isplaćuje mafijaške šefove velikim iznosima iz kockarskog posla, u kojem svi imaju udio. Zasa ne dobiva ništa. Bijesan, označava Michaela kao neprijatelja i kaže prisutnima da moraju izabrati jednog od njih dvojice te odlazi sa sastanka. Nekoliko minuta poslije, iznad sobe se pojavljuje helikopter i ispaljuje kišu metaka kroz prozore. Gotovo svi koji su bili na sastanku su pobijeni, ali Michael i Vincent uspijevaju pobjeći, pri čemu se Vincent postavio kao ujakov živi štit. Michael se vraća u New York i pokušava naći način kako odgovoriti na atentat. Ali pogađa ga dijabetički šok te ga premještaju u bolnicu.
Iako su rođaci, Vincent i Mary, Michaelova kćer, počinju romantičnu vezu. Vincent planira kako će se osvetiti Zasi. Tijekom sajma, on i njegovi ortaci ubijaju Zasu i njegove tjelohranitelje. 
Michael inzistira da Vincent okonča vezu s Mary jer bi njegova povezanost u obiteljske poslove mogla nju ugroziti. Iako je Vincent pristao, na Siciliji, gdje se obitelj preselila kako bi dovršila posao s Vatikanom i bila prisutna na Anthonyjevom opernom debiju, veza se nastavlja.
Michael daje zadatak Vincentu da ode do Altobella i ispita njegovu lojalnost. Vincent mora uvjeriti Altobella da namjerava napustiti obitelj Corleone. Nakon uspješno obavljenog razgovora, Altobello podržava Vincenta u njegovoj namjeri i upoznaje ga s Liciom Lucchesijem, čovjekom koji stoji iza urote koja bi trebala spriječiti Michaelov posao s Immobiliareom.
Michael posjećuje kardinala Lamberta, dobronamjernog i savjesnog svećenika, da se raspita o poslu s Immobiliareom. Lamberto nagovara Michaela da se ispovijedi nakon trideset godina; između ostalih grijeha, Michael priznaje da je dao ubiti brata Freda.
Tijekom obilaska Sicilije s Kay, koja je došla zbog opere, Michael i od nje traži oprost, na što oboje priznaju da se još vole. Michaela obavještavaju da je ubijen Don Tommasino, njegov prijatelj sa Sicilije, što bi moglo započeti novi val nasilja. Kardinal Lamberto je izabran za papu  Ivana Pavla I., što bi trebalo značiti da će posao s Immobiliareom ubrzo biti gotov.
Vincent kazuje Michaelu što je čuo od Altobella: Lucchesi stoji iza urote protiv posla s Immobiliareom, te da je ubojica koji je ubio Don Tommasina, unajmljen da ubije Michaela. Vincent želi uzvratiti, no Michael ga upozorava da će takav plan značiti otvoreni rat. Vincent inzistira na osveti, te Michael popušta. Postavlja Vincenta na čelo obtelji Corleone, imenuje ga novim Kumom. Zauzvrat, Vincent pristaje okončati vezu s Mary.
Obitelj odlazi u Palermo na Anthonyjev debi u glavnoj ulozi u operi Cavalleria Rusticana. Vincentov plan o osveti daje rezultate. Paralelno sa scenama opere odvijaju se brutalna ubojstva Lucchesija, Altobella, Gildayja, i drugih ortaka, koji su već otrovali novog papu. Ubojica koji je poslan da ubije Michaela, čekao je u zasjedi u operi. Ubija nekoliko Vincentovih ljudi, ali opera završava prije nego što je imao priliku ubiti Michaela. Ubojica se povlači stubištem ispred opere i ondje pokušava ubiti Michaela. U trenucima dok se Mary svađa s ocem zbog zabranjene veze s Vincentom, odjekuju dva pucnja. Prvi pogađa Michaela u rame, on posrće, dok drugi pogađa Mary, koja je bila iza njega, u prsa i ona umire. Michael vrisne očajnički od patnje i bijesa. Njegova sestra Connie i bivša žena Kay gledaju Michaelovu mahnitu reakciju, gotovo iznenađene, tek sada shvaćajući kako mu je obitelj bila draga i važna. Scena se pretvara u niz Michaelovih uspomena, prvo kako pleše s Mary s početka filma, a zadnja koja prikazuje Kay, scena uzeta iz drugog dijela trilogije. Film završava na Siciliji 1997. Michael, sada sijedi starac, sjedi u dvorištu svoje vile. Pada sa stolice i umire, sam.

## Teme
Kao i prva dva filma iz trilogije, i treći dio se bavi obitelji. Spasenje također igra veliku ulogu, dok Michael pokušava iskupiti obiteljski posao povezujući ga s Vatikanom. U ispovijedi, Michael otkriva da je naredio ubojstvo svog brata Freda (u prethodnom filmu), te kaže da je to grijeh koji je preodvratan da se oprosti. Kardinal odgovara da "samo ti moraš patiti" za taj grijeh, ali tada se javlja nesporazum; Michael interpretira kardinalov odgovor kao potvrdu da mu Bog neće oprostiti Fredovo ubojstvo, ali kardinal je vjerojatno mislio na katoličko vjerovanje da čovjek mora zatražiti oproštenje da bi ga dobio (i mora obećati da neće ponoviti grijeh), nešto što Michael kao "Don" ne može učiniti.

## Casting i scenarij
Prema članku u časopisu Premiere, Coppola i Puzo zatražili su šest mjeseci za dovršetak prve verzije scenarija s izlaskom na Uskrs 1981. Paramount im je dao šest tjedana za scenarij jer su milslili objaviti film na Božić 1981.
Al Pacino, Diane Keaton i Talia Shire reprizirali su svoje uloge iz prva dva filma. Prema Coppolinu audio-komentaru na DVD-u, Robert Duvall je odbio ulogu ako ne bude plaćen kao Al Pacino. U epizodi emisije Inside the Actor's Studio, rekao je kako je shvaćao da je Pacino zvijezda, ali razlike u honorarima su bile tako velike da je to bilo uvredljivo. Kad je Duvall otkazao, Coppola je stvorio lik "B.J. Harrisona" (kojeg glumi George Hamilton), kako bi zamijenio Duvallov lik u priči. Redatelj je još dodao kako mu se film čini nedovršen "bez sudjelovanja Roberta Duvalla". Prema Coppoli, da je Duvall pristao nastupiti u filmu, lik Toma Hagena bi vodio dobrotvorne organizacije obitelji Corleone.
Coppola je mislio kako su prva dva filma ispričala cijelu sagu o obitelji Corleone. Jedino ga je vlastita katastrofalna financijska situacija primorala da potpiše novi ugovor s Paramountom za treći film. Naime, njegov drugi visokobudžetni film, Apokalipsa danas, pokazao se kao komercijalna katastrofa.
Redatelj dalje kaže kako je Paramount već imao pripremljen scenarij kad je sjeo u redateljsku stolicu (Diane Riesner napisala je prvu verziju scenarija krajem 1979.), koji se fokusirao na lik Vincenta, s radnjom koja je govorila o novim mafijašima iz '70-ih i '80-ih i manje poznatim narko-kartelima.
Coppola kaže kako je mislio da je saga o Kumu zapravo priča o Michaelu, o tome kako "dobar čovjek postaje zao". Kaže kako je mislio da Michael zapravo nije "platio za svoje grijehe" koje je počinio u drugom filmu te je htio da posljednji dio to prikaže. Držeći se teme, Coppola je u potpunosti prepravio scenarij; htio je da naslov filma bude "Smrt Michaela Corleonea", ali je Paramount odbacio takvu ideju.
Sofia Coppola, redateljeva kći, dobila je ulogu kćeri Michaela Corleonea nakon što je Winona Ryder odustala u zadnji trenutak (navodno zbog bolesti). Uloga je postala predmet velikih kritika, dok je njezin otac optužen za nepotizam, što je Coppola žestoko odbacio, rekavši u komentaru kako su kritičari koristiili njegovu kćer kako bi napali njega, nešto što je smatrao ironičnim jer u filmu lik Mary ispašta zbog očevih grijeha.
Keo dojenče, Sofia Coppola glumila je malu nećakinju Michaela Corleonea u Kumu, tijekom krštenja na kraju filma. (Pojavljuje se i u  Kumu II, kao malo imigrantsko dijete u sceni kad 9-godišnji Vito Corleone stiže parobrodom na Otok Ellis). Michaelovu sestru Connie glumi Coppolina sestra, Talia Shire. Osim njih, u filmu se u cameo nastupima pojavljuju njegova majka, otac (koji je skladao dobar dio glazbe za film), ujak i unuka, Gia. Michele Russo, koji glumi sina ubojice "Moscu", je također jedan od Coppolinih daljnjih rođaka, iz istog grada odakle stiže i prabaka Francisa Coppole. Osim toga, u maloj ulozi se pojavljuje i Catherine Scorsese, majka  Martina Scorsesea.

## Kritike
Iako je film zaradio pozitivne recenzije, smatra se najslabijim dijelom trilogije. Najviše kritika zaradili su gluma Sofije Coppole i radnja koja je čudna i zapetljana. U svojoj recenziji filma, Roger Ebert kaže kako je "nemoguće shvatiti ovaj film ako se ne pogleda dva prethodna". Međutim, Ebert je napisao jako pozitivnu recenziju filma. Dao je filmu tri i pol zvjezdice, što je više nego što je dao Kumu II (tri). Ne samo da je hvalio film, nego je i branio izvedbu Sofije Coppole, za koju je mislio kako nije pogrešan izbor za ulogu. Ebertov kolega, Gene Siskel, dao je filmu četiri zvjezdice te ga stavio na svoj popis 10 najboljih filmova devedsetih. Leonard Maltin dao je filmu tri zvjezdice te dodao kao je film "majstorski ispričan", ali je prigovorio zbog izbora Sofije Coppole koji se "umalo pokazao fatalnim".

## Povijesna pozadina
Dijelovi filma su slabo povezani sa stvarnim povijesnim događajima o završetku ponifikata  Pavla VI., vrlo kratkog pontifikata  Ivana Pavla I. 1978. i bankrota banke Ambrosiano 1982. Kao i lik kardinala Lamberta, koji postaje Ivan Pavao I., povijesni Ivan Pavao I., Albino Luciani, vladao je vrlo kratko prije nego što je pronađen mrtav u svom krevetu.
Novinar David Yallop tvrdi kako je Luciani planirao reformirati vatikanske financije te da je umro od trovanja; ove tvrdnje reflektirale su se na filmu. Yallop optužuje nadbiskupa Pavla Marcinkusa, koji je bio na čelu vatikanske banke, kao i lik nadbiskupa Gildaya u filmu. Međutim, dok je Marcinkus bio krupan, podrijetlom iz  Chicaga, Gilday dobroćudni Irac.
Lik Fredericka Keinsziga, švicarskog bankara koji je ubijen i ostavljen obješen ispod mosta, temeljen je na sudbini Roberta Calvija, talijanskog šefa banke Ambrosiano koji je pronađen obješen ispod mosta Blackfriar u Londonu 1982. Lik Licija Lucchesija, koji se kreće između crkve, organiziranog kriminala i talijanske politike, podsjeća na Licija Gellija, šefa Odjela za propagandu masonske lože.

## Nagrade
- 7 nominacija za Oscara (najbolji film, režija, sporedni glumac Andy Garcia, glazba, montaža, scenografija, fotografija)
- 7 nominacija za Zlatni globus (najbolji film, režija, glavi glumac Al Pacino, sporedni glumac Andy Garcia, adaptirani scenarij, glazba, pjesma,)

## Vanjske poveznice
- Kum III u internetskoj bazi filmova IMDb-a